# Jean Naty-Boyer
Pour les articles homonymes, voir Naty et Boyer.
Cet article possède un paronyme, voir Jean Boyer.
Jean Naty-Boyer, à l'état civil Jean-René-Robert Boyer, né le 6 mai 1932 à Gallardon (Eure-et-Loir) et mort le 13 février 2013 à Bordeaux, est un auteur, compositeur et interprète de chansons pour enfants français, créateur de plus de 400 chansons.

## Biographie
Né Jean-René-Robert Boyer en 1932,,,, Jean Naty-Boyer est enseignant à Versailles dans les années 1950. Il s’intègre alors dans la mouvance des groupes folkloriques de la région parisienne, des chorales et des groupes de danses en France. Sa première chanson est éditée en avril 1959. Jusqu’en 1964, il mène de front l’enseignement et les activités d'animateur de danses populaires et de musique populaire. 
Pendant un stage de danses populaires, il participe à l’encadrement des enfants qui tournaient La Guerre des boutons d'Yves Robert, où il fait chanter Caravelles aux enfants. À la suite de cette expérience, il donne sa démission de l'enseignement et devient musicien indépendant. Ses chansons rencontrent des succès dans les mouvements de jeunesse, à la télévision, dans les centres de rencontres. Il commence une longue carrière ; il travaille également avec  Chantal Goya et Michel Legrand, et crée des séries de chansons, souvent à la fois la musique et les paroles. 
Parmi ses chansons les plus connues, il y a Feu de Bois, Noël de France, Vous connaissez le chemin, Boris et Natacha, La Flûte indienne, L’enfant et la fleur, J'ai un gros nez rouge.
Jean Naty-Boyer enregistre de nombreux disques, et édite des recueils de ses chansons, sous forme de petits livres illustrés. Il analyse le succès de ses 400 chansons par le fait que la plupart collaient à l’actualité : ainsi Feu de Bois répondait à un besoin dans les colonies de vacances, Boris et Natacha est créé pendant l’époque où le kazatchok était en vogue. Les enseignants, les animateurs et les enfants étaient sensibles à ces chansons car elles ressemblaient à certaines chansons de variété d’alors, comme celles de Hugues Auffray.
La Sacem a honoré Jean Naty-Boyer pour sa carrière en lui décernant une médaille qui lui a été remise à l’âge de 78 ans.

## Chansons (sélection)
Certaines des chansons ont fait l'objet d'un dépôt et ont un code ISWC. Ce sont :
- Bonne année ding ding dong (ISWC : T-004.116.802.8)
- C'est Noël dans la forêt (ISWC : T-003.723.417.5)
- Chez le lutin (ISWC : T-003.723.416.4)
- Grand-père safari (ISWC : T-003.155.408.1)
- La Marelle (ISWC : T-003.723.418.6)
- Les Canards de Zanzibar (ISWC : T-003.723.415.3)
- Musico musica  (ISWC : T-702.784.017.3)
- Regardons la lune (ISWC : T-003.211.239.2)
- Si tu crois Musico (ISWC : T-702.790.214.5)
- Tournons tournons prénoms (ISWC : T-003.723.413.1)

Pour de nombreuses chansons, les paroles sont accessibles. Pour certaines chansons, les partitions sont imprimées,.
- 1, 2, 3, il fait froid
- À la Châtelaine
- À la claire fontaine créole
- À la foire de Saint Léon
- À Saint-Malo beau port de mer
- À vélie, à vélo
- Au fond du grenier
- Aux rouilles de l'automne
- Balancez à droite, balancez à gauche
- Berceuse de la marionnette
- Bonjour, bonsoir
- Bonne année ding ding dong (ISWC : T-004.116.802.8)
- Boris et Natacha
- Brouillard
- C'est demain qu'il vente
- C'est fini la musique
- C'est la fête des guitares
- C'est le vent
- C'est noël dans la forêt (ISWC : T-003.723.417.5)
- C'est un noël de France
- C'est une autre nuit
- Cache-cache Cachalot
- Caravelles
- Carillons de Noël
- Carnaval est revenu
- Cendrillon
- Chez le lutin (ISWC : T-003.723.416.4)
- Comme il fera bon
- Dans la forêt
- Dans ma salle de bain, de bain
- Danse-mi, Chante-moi
- Dig dong mag don daine
- Donne tes rêves
- Écoute et chante
- Écoutez le guitariste
- Fais ton nid
- Faut-il chanter ?
- Fernand et Marguerite
- Feu de bois
- Gai le Mai
- Grand-père safari (ISWC : T-003.155.408.1)
- Il était une fois, et cætera
- Il nous fait jouer, chanter, danser
- Ils sont venus de tous les côtés
- J'ai demandé au Père Noël
- J'ai sorti de ma poche
- J’ai un gros nez rouge
- L'Écureuil nommé Gaspard
- L'Enfant et la fleur
- La Cabane à Charlie
- La Chanson des planètes
- Là où je vais
- La Marelle (ISWC : T-003.723.418.6)
- Le Bonhomme de bois
- La Flûte indienne (*)
- Le Garçon de la montagne (*)
- Le Petit tambour du roi
- Les Canards de Zanzibar (ISWC : T-003.723.415.3)
- Les Sapins de Noël
- Les Titres des chansons
- Mon ami Jérémie
- Mon ami l'épouvantail
- Mon petit arbre
- Mon petit poney
- Musico musica  (ISWC : T-702.784.017.3)
- Neige du matin
- Noël des carillons
- Noël des enfants du monde
- Noël en forêt
- Noëls d'antan
- Où s'en va
- Où vont les ballons
- Pauvre petit acrobate
- Qu'est-ce que tu vois
- Qui verra la mer
- Regardons la lune (ISWC : T-003.211.239.2)
- Rose de Noël
- Routes nouvelles
- Rue de la brocante
- Rue du p'tit roi
- Si tu crois Musico (ISWC : T-702.790.214.5)
- Sur la mer
- Tchac Tchac
- Tournez les goélands
- Tournons tournons prénoms (ISWC : T-003.723.413.1)
- Tu es petit, petit frère
- Un oiseau zozo
- Voici la Noël
- Voici le carnaval
- Voir les animaux
- Vous connaissez le chemin
- Wanny

## Discographie
Parmi les 24 disques, il y a notamment toute une série sous le titre « Chant et rythmes » ; d’autres sont publiés par Auvidis :
- Chansons à gestes 1, 2,3, 4 (chez Auvidis)
- Écoute et chante 1 et 2
- Si ça vous chante
- Le jeux la fête
- La nature les saisons
- Les voyages et l'amitié
- La maison le jardin
- Rêves et découvertes
- Il était une fois
- Noël du monde
- Chants et rythmes (64 chansons), Armand Colin 1981
- Cache-cache

Les disques sont fréquemment accompagnés de livrets avec les textes des chansons.